# L'Anse (Michigan)
Pour les articles homonymes, voir L'Anse.
L'Anse est un village situé dans l’État américain du Michigan. Elle est le siège du comté de Baraga. Sa population est de 2 107 habitants.
Le nom du village est une référence à son endroit à la base de la péninsule de Keweenaw. Les explorateurs Français ont visité l'endroit de L'Anse au XVIIe siècle.
En 1661, le missionnaire jésuite René Ménard y séjourna lors de son périple autour des Grands Lacs.